# Marca de Ancona
La Marca de Ancona (en italiano: Marca Anconitana o Anconetana) fue una marca del Reino de Italia, entidad constituyente del Sacro Imperio Romano Germánico, y posterior provincia de los Estados Pontificios. Su actividad estuvo centralizada en la ciudad de Ancona en un comienzo, para pasar más tarde a ceder protagonismo a la ciudad de Fermo y, a partir del siglo XV a Macerata. Como legado de sus cerca de 700 años de historia, su nombre es conservado hoy por la región italiana de Marcas, cuya territorio abarca casi la totalidad de la extensión que en su momento cubrió la Marca Anconitana.

## Historia
La marca se constituyó cerca del año 1100 a partir de la marca de Fermo (Marchia Firmana) y de un sector meridional del ducado de la Pentápolis bizantino, formando parte originalmente de la Italia imperial. La nueva marca tomó inicialmente el nombre de su primer gobernante (Werner II de Spoleto), siendo conocida así como marca Guarnerii o «marca de Werner». Posterior a su constitución surgieron disputas entre el Imperio y la Iglesia relativos a los derechos y la jurisdicción sobre la marca. En 1173, un ejército imperial liderado por el arzobispo Cristián de Mainz invadió el territorio de la marca, pese a la resistencia de los sectores más cercanos a la posición del papa, liderados por la condesa Boltruda Frangipani. En 1177, el papa Alejandro III se refirió a ella como «parcialmente perteneciente al Imperio, pero en gran parte perteneciente a la Iglesia».
La marca fue anexada de forma definitiva a los Estados Pontificios en el año 1198, durante el papado de Inocencio III. En un comienzo estuvo gobernada por un delegado papal llamado rector. El rector de Ancona, al igual que los rectores de otras provincias papales, se encontraba bajo la autoridad de un rector general que dependía directamente del papa. Durante el período en que perteneció al papado, la Marca Anconitana llegó a tener tres ciudades de más de 10 000 habitantes: Ancona, Ascoli Piceno y Fermo.
Las fronteras de la provincia fueron modificadas con la reorganización de los Estados Pontificios que supuso la dictación en 1357 de las Constitutiones Sanctæ Matris Ecclesiæ (también conocidas como las Constitutiones Aegidianae). La frontera de la marca siguió la costa del Mar Adriático hacia el norte hasta Urbino y contenía las ciudades de Loreto, Camerino, Fermo, Macerata, Osimo, San Severino y Tolentino.
Según la biografía de san Francisco de Asís escrita por Paul Sabatier, «El camino a Asís», la marca de Ancona se habría convertido en el hogar de los franciscanos espirituales después de la muerte del santo.